# Georg Kempf
Georg Wilhelm Kempf(f) (* 17. Dezember 1809 in Gießen; † 7. November 1883 in Darmstadt) war ein hessischer Jurist und konservativer Politiker. Er war Abgeordneter der Zweiten Kammer der Landstände des Großherzogtums Hessen, Justizminister der Regierung des Großherzogtums Hessen und erster Präsident des Oberlandesgerichts Darmstadt.

## Familie
Georg Kempf war der Sohn des Postmeisters Christoph Wilhelm Kempf (1770–1852) und dessen Frau Maria Elisabetha, geborene Busch (1781–1841). Die Familie war evangelisch. Georg Kempf heiratete 1838 in Eberstadt Marie Elisabeth Heil (1813–1852).

## Ausbildung und Beruf
Georg Kempf studierte ab 1826 an der hessischen Landesuniversität Gießen und an der Universität Göttingen Rechtswissenschaft. 1827 wurde er Mitglied des Corps Hassia Gießen. 1829 schloss er sich dem Corps Nassovia Göttingen und dem Corps Starkenburgia an.
Sein Berufseinstieg erfolgte als Hofgerichtssekretariatsakzessist am Hofgericht Gießen. 1838 wurde er Assessor mit Stimme (Richter) am Landgericht Büdingen. 1844 wechselte er in gleicher Funktion zurück zum Hofgericht Gießen, in dem er ab 1847 Mitglied und Rat wurde.
1851–1856 und 1863–1872 war er Abgeordneter in der Zweiten Kammer der Landstände des Großherzogtums Hessen. In den Landständen vertrat er den Wahlbezirk Oberhessen 18/Büdingen (14. Landtag) und Oberhessen 13/Vilbel (17.–20. Landtag). Er vertrat konservative Positionen.
Seit 1862 verfügten die Nationalliberalen über eine klare Mehrheit im Parlament und standen in Opposition zur reaktionären Regierung Dalwigk. Mit dem Amtsantritt von Karl von Hofmann als Regierungschef 1872 erhoffen sich die Liberalen einen Kurswechsel. Bezüglich der Justizpolitik setzte von Hofmann jedoch ein klares Zeichen gegen einen Kurswechsel: Georg Kempf wurde zum Justizminister ernannt, zunächst mit dem Titel eines Direktors des Ministeriums der Justiz, ab 1875 mit dem Titel eines Präsidenten. Er hatte das Amt bis 1878 inne. Nachfolger wurde der Innenminister, Julius Rinck von Starck, der das Justizressort in Personalunion mit übernahm. Mit dem Deutschen Gerichtsverfassungsgesetz von 1877 wurde eine reichsweit einheitliche Gerichtsorganisation geschaffen. Im Großherzogtum wurde diese mit Einführungsgesetz vom 3. September 1878 1879 umgesetzt und dazu auch das Oberlandesgericht Darmstadt gegründet.
Dazu wurde Georg Kempf aus dem Ruhestand reaktiviert und zu dessen Gründungs-Präsident ernannt. Dieses Amt bekleidete er bis 1883, als er erneut pensioniert wurde, aber kurz darauf verstarb.

## Ehrungen
- 1864 Ritterkreuz I. Klasse des Verdienstordens Philipps des Großmütigen[8]
- 1873 Komturkreuz II. Klasse des Verdienstordens Philipps des Großmütigen[9]
- 1876 Komturkreuz I. Klasse des Verdienstordens Philipps des Großmütigen[10]
- 1877 Wirklicher Geheimer Rat[11]
- 1878 Großkreuz des Verdienstordens Philipps des Großmütigen[12]
- 1881 zum Dr. jur. h.c. promoviert, anlässlich seines 50. Dienstjubiläums[13]